# Strzyżewo Kościelne
Strzyżewo Kościelne (niem. Strzyzewo Kirchlich) – wieś w Polsce położona w województwie wielkopolskim, w powiecie gnieźnieńskim, w gminie Gniezno; nad Wełną i jeziorem Strzyżewskim. We wsi znajduje się neogotycki kościół pod wezwaniem Zwiastowania Najświętszej Maryi Panny z 1848 oraz cmentarz.
Wieś duchowna Strzyżewo, własność Klasztoru Klarysek w Gnieźnie, pod koniec XVI wieku leżała w powiecie gnieźnieńskim województwa kaliskiego. W latach 1975–1998 miejscowość administracyjnie należała do województwa poznańskiego.

## Zobacz też

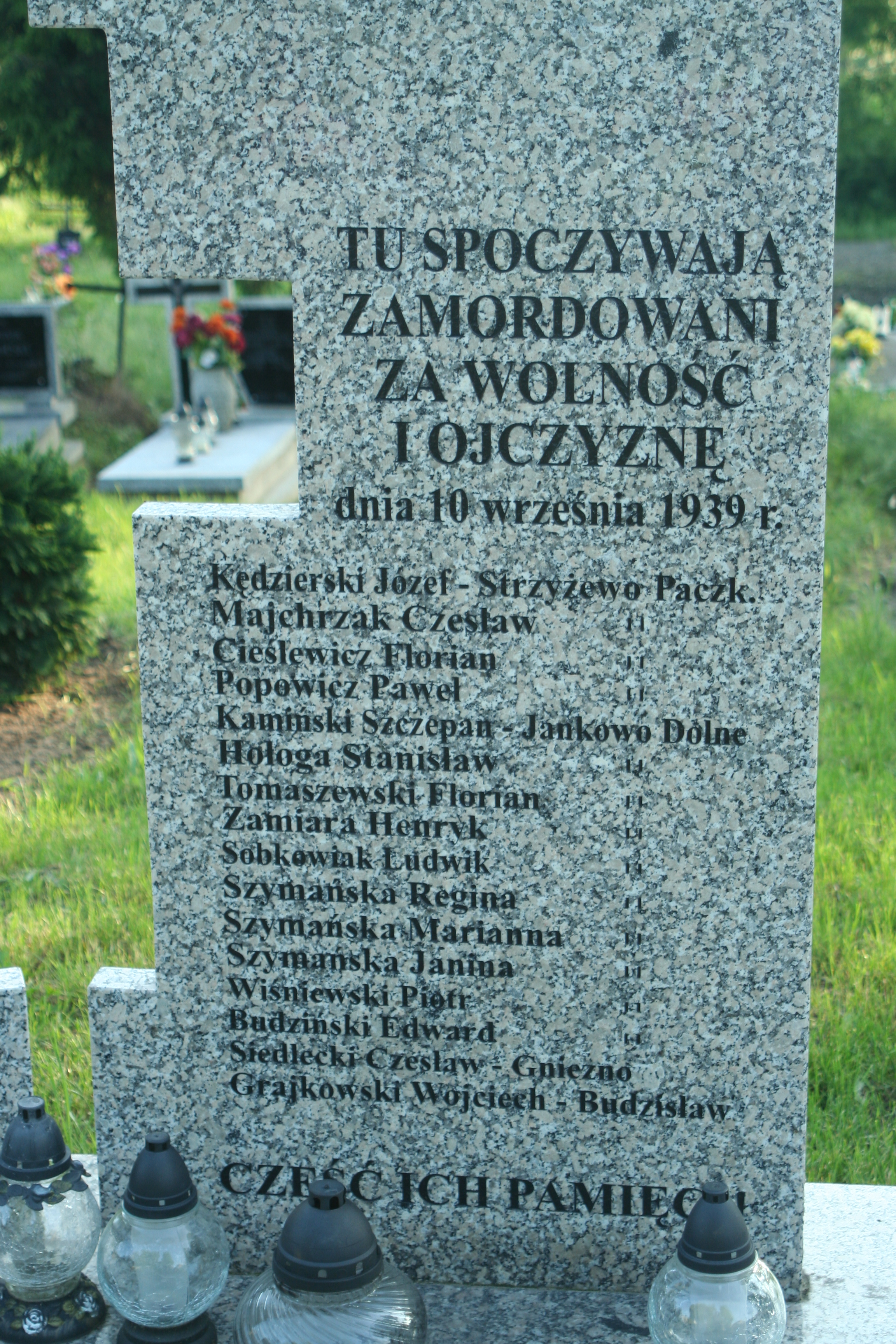
Strzyżewo Kościelne, mogiła Polaków zamordowanych przez Niemców 10 września 1939 roku